# Regione (Italia)
Le regioni sono, assieme ai comuni, alle città metropolitane, alle province e allo Stato, uno dei cinque elementi costitutivi della Repubblica Italiana.
Ogni regione è un ente territoriale con propri statuti, poteri e funzioni secondo i principi fissati dalla Costituzione, come stabilito dall'art. 114, secondo comma del testo. Le regioni non sono considerate enti locali (comuni, province, ecc.), i quali sono invece disciplinati dal decreto legislativo 18 agosto 2000, n. 267 (TUEL).
Le regioni, secondo quanto indicato dall'art. 131, sono venti. Cinque di queste sono dotate di uno statuto speciale di autonomia e una di queste (il Trentino-Alto Adige), è costituita dalle uniche due province autonome, dotate cioè di poteri legislativi analoghi a quelli delle regioni a statuto speciale, dell'ordinamento italiano (Trento e Bolzano). Nel rispetto delle minoranze linguistiche, il Trentino-Alto Adige e la Valle d'Aosta sono riportati con le denominazioni bilingui di Trentino-Alto Adige/Südtirol e Valle d'Aosta/Vallée d'Aoste all'art. 116, come modificato nel 2001.

## Storia
Dopo la proclamazione del Regno d'Italia, l'organizzazione amministrativa venne improntata alla centralizzazione amministrativa e politica; infatti, la legge 20 marzo 1865, n. 2248 disciplinò, tra l'altro, le funzioni di province e comuni. Le province, in particolare, erano la "sede di decentramento dell’amministrazione centrale", con a capo il prefetto, avente il compito di verificare la rispondenza degli atti provinciali e comunali alle leggi statali. I territori vennero divisi in province, mandamenti e circondari, il successivo Regio decreto 10 febbraio 1889, n. 5921 nonché le leggi 21 maggio 1908 n. 269 e 4 febbraio 1915, n. 148 garantirono un più ampio margine di decentramento amministrativo.
Nel Regno d'Italia vi erano dunque i comuni e le province (nonché due enti intermedi soppressi: i mandamenti e i circondari), ma non esistevano ancora le regioni quali enti territoriali: esse infatti nacquero con la Costituzione della Repubblica Italiana del secondo dopoguerra. Già nella seconda metà dell'Ottocento, però, lo statistico Pietro Maestri raggruppò, a fini statistici, gruppi di province in "compartimenti", i quali erano i precursori delle odierne regioni italiane. I compartimenti, però, non erano altro che suddivisioni geografiche a fini statistici, prive di governo o amministrazione. Il termine "regione" come sostituto del termine "compartimento" si avrà per la prima volta nell'Annuario statistico italiano del 1912, riprendendo la dicitura augustea. La partizione dei "compartimenti statistici" di Pietro Maestri si mantenne pressoché immutata nella delimitazione delle "regioni" del secondo dopoguerra, tanto che risulta difficile notare differenze tra i compartimenti del 1870 e le odierne regioni (fatta eccezione per i territori non ancora annessi).
Essendo previste nella Costituzione della Repubblica Italiana, il 31 gennaio 1947 la seconda sottocommissione della Commissione per la Costituzione aveva stabilito che le nuove Regioni avrebbero dovuto essere ventidue: Piemonte, Lombardia, Trentino-Alto Adige, Veneto, Friuli-Venezia Giulia, Liguria, Emilia, Romagna, Toscana, Umbria, Marche, Lazio, Abruzzo, Molise, Campania, Puglia, Salento, Lucania, Calabria, Sicilia, Sardegna, Valle d'Aosta.
Tuttavia, il testo coordinato dal comitato di redazione prima della votazione finale in Assemblea e distribuito ai deputati il 20 dicembre 1947 all'articolo 31 recitava:
Rispetto alla bozza il numero delle regioni era sceso a diciannove: era stato mutato in Basilicata il nome della Lucania, il Salento era stato inglobato nel resto della Puglia, si accorpavano l'Emilia con la Romagna e l'Abruzzo con il Molise.
La costituzione delle stesse ebbe però luogo solo successivamente con la legge 16 maggio 1970, n. 281 e dal relativo regolamento di attuazione, il D.P.R. 15 gennaio 1972, n. 8, i quali decretarono l'istituzione vera e propria delle regioni italiane come enti territoriali. In particolare, il D.P.R. n. 8/1972 regolò le modalità operative del trasferimento delle funzioni amministrative statali alle regioni a statuto ordinario. Le regioni quali enti pubblici parzialmente autonomi con la Costituzione della Repubblica Italiana, entrata in vigore il 1º gennaio 1948, che, agli articoli 114 e 115, prevedeva infatti:
(Costituzione italiana, art. 114)
(Costituzione italiana, art. 115)
Il Friuli e la Venezia Giulia furono accorpati nella regione Friuli-Venezia Giulia, mentre gli Abruzzi e il Molise furono accorpati nella regione Abruzzi e Molise. Nel 1963, con l'approvazione di un'apposita legge di modifica costituzionale, in deroga all'art. 132, grazie a una disposizione transitoria che aggirava il limite del milione di abitanti e il referendum tra i cittadini interessati, sarebbe stata concessa l'autonomia al Molise. La regione Abruzzi e Molise venne di nuovo scorporata nelle due regioni Abruzzo e Molise, portando così a venti il numero attuale delle regioni.

## Descrizione

### Caratteristiche
Nell'ordinamento giuridico italiano la regione è:
- un ente di rilievo costituzionale, cioè previsto come necessario dalla costituzione;
- un ente autonomo, visto che è dotato di autonomia in diversi ambiti;
- un ente autarchico, dato che opera in regime di diritto amministrativo e dispone di potestà pubbliche;
- un ente ad appartenenza necessaria, dato che tutti i cittadini residenti ne fanno parte.

Tutte le regioni posseggono stemma e gonfalone ufficiale.

### Organizzazione amministrativa
Gli organi della regione sono indicati dall'art. 121 della Costituzione e sono:
- il consiglio regionale;
- la giunta regionale;
- il presidente della giunta regionale.

La regione è rappresentata dal presidente della giunta regionale (in alcuni statuti regionali è detto presidente della regione) che dal 2000 viene eletto direttamente e democraticamente tramite elezioni regionali a suffragio universale tra tutti i cittadini dei comuni della regione aventi diritto al voto (età maggiore di 18 anni), a meno che lo statuto regionale non preveda l'elezione da parte del Consiglio regionale. Se il presidente della regione viene sfiduciato o si dimette volontariamente con effetti immediati o muore o è impedito permanentemente il Consiglio regionale viene sciolto e vengono indette al più presto nuove elezioni. Fino a che siano instaurati i nuovi organi della regione sono prorogati i poteri dei precedenti organi per il compimento degli atti di ordinaria amministrazione.
Le funzioni amministrative sono attribuite alla giunta regionale, formata dagli assessori nominati dal presidente della regione in rappresentanza delle forze politiche che lo hanno appoggiato, oltre che allo stesso presidente della regione (equivalente del capo del governo e del consiglio dei ministri a livello statale).
La regione è dotata di un consiglio regionale, eletto dai cittadini maggiorenni residenti nella regione, organo collegiale equivalente del Parlamento a livello statale, composto da consiglieri regionali in rappresentanza di tutte le forze politiche del territorio con funzioni di approvazione del bilancio regionale, delle delibere e provvedimenti emessi dal presidente/giunta. In Sicilia, regione autonoma, prende il nome di parlamento regionale e i suoi membri sono detti deputati e non consiglieri. Il consiglio esercita il potere legislativo per le materie che la Costituzione e gli statuti speciali per le regioni autonome demandano alla potestà legislativa esclusiva o concorrente.
Questi sono organi necessari delle regioni, per cui gli statuti e le leggi regionali non possono disporre diversamente dal dettato costituzionale.

### Confini
Sin dalla loro definizione geografico-statistica della seconda metà dell'Ottocento nella forma dei compartimenti, le regioni italiane non ebbero una definizione rigorosa dei loro confini basata sulla cartografia, non essendo altro che dei "nomi geografici" privi di propria amministrazione o potere politico. Proprio perché i compartimenti erano dei raggruppamenti di province, la loro delimitazione non poteva che, in ultima analisi, ricondursi a quella delle province ricomprese.

Con il secondo dopoguerra e l'istituzione delle Regioni come enti territoriali emerse la necessità di definirne i territori con maggior accuratezza. Pur non essendoci state leggi emanate dallo Stato italiano che definissero i confini delle regioni in senso compiuto, gli statuti regionali di ogni singola regione definiscono il territorio della regione stessa. Quest'ultimo è definito, però, sempre facendo riferimento alle province ricomprese da ciascuna regione e, in ultima analisi, ai comuni delle province stesse. A titolo di esempio, l'articolo 7 dello Statuto della Regione Puglia definisce il territorio di competenza come: 
(Statuto della Regione Puglia, art. 7)
 I confini delle Regioni sono pertanto da ricondursi a quelli delle loro Province, ma resta ferma per lo Stato italiano la possibilità di fondere Regioni o crearne di nuove attraverso leggi costituzionali. Allo Stato è anche consentito, con leggi costituzionali, il passaggio di province o comuni da una regione a un'altra preceduta però da approvazione popolare attraverso referendum nelle province o comuni interessati (modifiche dei confini regionali dall'Unità d'Italia). Le facoltà di cui sopra sono sancite dall'art. 132 della Costituzione. L'art. 133 comma 1, invece, sancisce che con leggi, lo Stato italiano possa modificare l'appartenenza dei comuni da una Provincia a un'altra (modificandone in tal modo i confini), oppure istituire nuove Province.
L'art. 133 comma 2 della Costituzione, inoltre, sancisce che le Regioni possono modificare i confini dei comuni esistenti e le loro denominazioni. Secondo lo stesso comma 2 dell'art. 133, la Regione può anche creare nuovi comuni e ridefinirne i confini. Ulteriori disposizioni in tal senso sono forniti dall'articolo 15 del Testo unico sull'ordinamento degli enti locali.

## Tipologie
In base allo statuto, che è per le regioni quello che è per lo stato la sua costituzione, è possibile distinguere due grandi categorie:
- regioni a statuto ordinario;
- regioni a statuto speciale.

### Regioni a statuto ordinario

Le 15 regioni a statuto ordinario.

Quindici delle venti regioni italiane sono a statuto ordinario. Lo statuto è approvato e modificato dal Consiglio regionale con legge approvata a maggioranza assoluta dei suoi componenti, con due deliberazioni successive adottate con intervallo non minore di due mesi. Lo statuto è sottoposto a referendum qualora entro tre mesi dalla sua pubblicazione ne faccia richiesta un cinquantesimo degli elettori della regione o un quinto dei componenti il Consiglio regionale. Lo statuto sottoposto a referendum non è promulgato se non è approvato dalla maggioranza dei voti validi.
L'autonomia legislativa di queste regioni è stata notevolmente ampliata dalla riforma costituzionale del 2001, approvata sotto il governo Amato II e confermata dal voto popolare durante il governo Berlusconi II.
Tuttavia l'autonomia finanziaria, il cosiddetto federalismo fiscale, pure prevista dall'art. 119 della costituzione riformata, non è ancora operativa, per cui le regioni dipendono ancora dai trasferimenti dello stato centrale. Le regioni dispongono comunque dell'IRAP (imposta regionale sulle attività produttive), di un'addizionale regionale all'IRPEF, di una compartecipazione all'IVA e di altri tributi minori.
Le regioni a statuto ordinario erano previste già nella Costituzione della Repubblica Italiana (1948), ma entrarono in funzione soltanto nel 1970.

### Regioni a statuto speciale

Le 5 regioni a statuto speciale.

Cinque regioni sono a statuto speciale, approvati con legge costituzionale nel 1948 (il Friuli-Venezia Giulia nel 1963), come previsto dall'art. 116 della Costituzione.
Lo statuto speciale garantisce una particolare forma di autonomia, ciò è tangibile nell'autonomia impositiva. Il Friuli-Venezia Giulia trattiene per sé il 60% della maggior parte dei tributi riscossi nel territorio regionale, la Sardegna il 70%, la Valle d'Aosta e le province autonome di Trento e Bolzano il 90% e la Sicilia il 100% (il cui diritto sancito dallo Statuto speciale del 1946 non è stato ancora pienamente attuato). Tali regioni dispongono di notevoli poteri legislativi e amministrativi, come nei settori scuola, sanità, infrastrutture e di conseguenza debbono provvedere al relativo finanziamento principalmente con le proprie risorse, mentre nelle regioni a statuto ordinario le spese sono principalmente a carico dello Stato.
Di conseguenza, le province autonome di Trento e Bolzano (mezzo milione di abitanti ciascuna) dispongono di un bilancio corrispondente a quello del Veneto, sebbene quest'ultimo abbia 4,8 milioni di abitanti. Anche per questo diversi comuni di confine chiedono il passaggio alle più ricche regioni a statuto speciale, come permesso dalla Costituzione (vedi anche progetti di aggregazione di comuni ad altra regione e progetti di aggregazione di comuni al Trentino-Alto Adige).
La prima regione a essere istituita fu la Sicilia nel 1946, con il regio decreto del 15 maggio, prima del referendum istituzionale, e confermato con la legge costituzionale n. 2/1948.
Tre regioni a statuto speciale furono istituite dalla stessa Assemblea costituente nel 1948: la Sardegna, date le forti spinte autonomistiche, se non indipendentistiche come in Sicilia, la Valle d'Aosta per tutelare la minoranza francofona, e il Trentino-Alto Adige per la tutela dei germanofoni ai sensi dell'accordo di Parigi. Nel 1963 fu costituita la regione a statuto speciale Friuli-Venezia Giulia.
Nel 1972 entrò in vigore il nuovo statuto speciale per il Trentino-Alto Adige, che trasferì la maggior parte dei poteri regionali alle due province autonome di Trento e Bolzano.

#### Province autonome
La regione Trentino-Alto Adige/Südtirol è costituita dalle province autonome di Trento e di Bolzano (art 116, secondo comma). Tali province sono dotate di poteri, anche legislativi, corrispondenti a quelli di una regione.
La regione Trentino-Alto Adige/Südtirol è stata ampiamente esautorata. La presidenza viene assunta a turno dai presidenti delle province di Trento e di Bolzano. Anche il ruolo di Trento come capoluogo è stato ridimensionato, dal momento che la Giunta e il Consiglio si riuniscono anche a Bolzano.

## Autonomia ordinaria

### Statutaria
L'autonomia statutaria viene riconosciuta alle sole regioni a statuto ordinario. Ciascuna regione ordinaria adotta con legge regionale uno statuto che, in armonia con la Costituzione, ne determina la forma di governo e i principi fondamentali di organizzazione e funzionamento. Lo statuto regola l'esercizio del diritto di iniziativa e del referendum su leggi e provvedimenti amministrativi della regione e la pubblicazione delle leggi e dei regolamenti regionali.
Le regioni a statuto speciale sono prive di tale autonomia (cioè del potere-dovere di darsi uno statuto), visto che gli statuti speciali sono leggi costituzionali dello Stato. Tuttavia la legge costituzionale 31 gennaio 2001, n. 2, ha modificato gli statuti delle cinque regioni speciali, attribuendo a una legge statutaria la determinazione della forma di governo della regione e delle province autonome di Trento e di Bolzano. Solo per la regione Trentino-Alto Adige/Südtirol la forma di governo continua a essere disciplinata dallo statuto regionale.

### Legislativa
In seguito alla revisione costituzionale del 2001, la potestà legislativa appartiene allo Stato e alle regioni, posti sullo stesso piano; la competenza è attribuita per materie.
La competenza a legiferare può essere:
- esclusiva dello Stato;
- concorrente (o ripartita) tra lo Stato e le regioni;
- residuale delle regioni (interpretata come esclusiva).

Per l'art. 127 della Costituzione "Il Governo, quando ritenga che una legge regionale ecceda la competenza della Regione, può promuovere la questione di legittimità costituzionale dinanzi alla Corte costituzionale entro sessanta giorni dalla sua pubblicazione". Così come la Regione " quando ritenga che una legge o un atto avente valore di legge leda la sua sfera di competenza, può promuovere la questione di legittimità costituzionale entro 60 giorni dalla pubblicazione di una legge o dell'atto avente valore di legge" (art.127 co. 2).

### Regolamentare
L'autonomia regolamentare della regione è definita dall'art. 117 della Costituzione, 6º comma.
La regione ha potestà regolamentare nelle materie su cui ha competenza esclusiva e su quelle in cui la competenza tra Stato e regione è di tipo concorrente. Ha potestà regolamentare nelle materie di competenza esclusiva dello Stato in quanto sia a essa delegata.
La titolarità della potestà regolamentare della regione non è definita a livello costituzionale. La corte costituzionale, nella sentenza n. 313/2003, ha infatti sostenuto la teoria della libertà di scelta degli Statuti delle Regioni, affermando che spetta alla singola Regione, nell'ambito della sua autonomia, decidere quale deve esser l'organo che in concreto svolge la funzione regolamentare.
Il Consiglio Regionale esercita la potestà regolamentare nelle materie di competenza esclusiva statale delegate alle Regioni in base all'art. 117 comma 6 della Costituzione.

### Amministrativa
L'autonomia amministrativa della regione è stabilita con l'art. 118 della Costituzione.
L'autonomia amministrativa della regione, come di tutte le pubbliche amministrazioni, deve aderire ai principi di sussidiarietà, differenziazione e adeguatezza.
La regione, con legge regionale, può delegare le funzioni amministrative di cui è titolare ai Comuni, alle Province o alle Città metropolitane.
Prima della modifica costituzionale per opera della legge n. 3/2001 vigeva il principio del parallelismo tra funzione legislativa e funzione amministrativa. Quindi alle regioni spettavano le funzioni amministrative in riferimento alle materie di cui all'art. 117 (anch'esso previgente alla riforma del titolo V).
Inoltre:
1. lo Stato poteva delegare funzione amministrative alle regioni in materie di propria competenza legislativa;
2. lo Stato poteva attribuire direttamente funzioni agli enti locali, qualora si trattasse di funzioni di interesse strettamente locale;
3. lo Stato poteva trattenere funzioni presso di sé, qualora si ravvisasse un interesse nazionale;
4. le regioni avrebbero dovuto utilizzare le proprie funzioni amministrative tramite comuni e province utilizzando lo strumento della delega e dell'avvalimento.

### Finanziaria e fiscale
L'autonomia finanziaria della regione è stabilita con l'art. 119 della Costituzione, contenente i principi del federalismo fiscale (finora attuati soltanto in parte).
La regione ha autonomia finanziaria di entrata e di spesa. Stabilisce e applica tributi ed entrate propri, in armonia con la Costituzione e secondo i principi di coordinamento della finanza pubblica e del sistema tributario. Dispone di compartecipazioni al gettito di tributi erariali riferibile al proprio territorio.
La regione ha un proprio patrimonio.
Può ricorrere all'indebitamento solo per finanziare spese di investimento.
Per disposizione dell'art. 120 della Costituzione la regione non può stabilire dazi sul commercio con le altre regioni.

## Autonomia differenziata

### Anni 2000
Successivamente alla revisione costituzionale del 2001, nell'ambito dell'organizzazione della giustizia di pace, delle norme generali sull'istruzione e della tutela dell'ambiente, dell'ecosistema e dei beni culturali, nonché di tutte le materie attinenti alla competenza concorrente, le regioni a statuto ordinario possono conseguire – su propria iniziativa, con legge statale approvata a maggioranza assoluta previa intesa con lo Stato – ulteriori forme e condizioni particolari di autonomia.
Nel 2006 si tenne un nuovo referendum costituzionale che prevedeva di trasferire alle regioni ulteriori compiti, ma fu respinto nel voto.

### Proposta Morassut-Ranucci (2012)
Nel 2012 i deputati del PD Roberto Morassut e Raffaele Ranucci presentano una proposta per ridefinire le regioni italiane, che viene discussa nel 2014-2015 in parlamento, ma senza giungere ad alcun compimento. Un ulteriore tentativo fu fatto nel 2018 sempre da Morassut.

### Progetto di ampliamento dell'autonomia delle regioni (dal 2015)
A partire dal 2015 in Lombardia e in Veneto è partita un'iniziativa del legislatore per ampliare ulteriormente l'autonomia dal governo centrale, al fine di chiedere il trasferimento delle ulteriori 23 competenze spettanti alle Regioni, lo statuto speciale e i 9/10 delle tasse riscosse, in base all'Art. Cost. 116, c. 3 stesso. Ne sono scaturiti due referendum consultivi nelle rispettive regioni, dall'esito plebiscitario. Dopo alcune trattative, fu raggiunto un accordo preliminare con il governo nel febbraio 2018.
Con l'inizio della XIX legislatura nel tardo 2022 sono ripresi i lavori per portare avanti l'autonomia fiscale e la ulteriore devolution, giungendo a un primo provvedimento emanato dal governo centrale.

#### Ddl Calderoli (dal 2024)
Il disegno di legge sull’Autonomia differenziata, approvato al Senato il 23 gennaio 2024 e in via definitiva alla Camera il 19 giugno 2024, definisce le intese tra lo Stato e le Regioni a statuto ordinario che facciano richiesta dell’applicazione di tale autonomia, previa consultazione degli Enti locali. È una legge procedurale, quindi, volta a dare attuazione alla riforma del Titolo V della Costituzione, introdotta nel 2001. Il disegno di legge, così come presentato dalla Lega, e a firma del Ministro per gli Affari regionali e le autonomie Roberto Calderoli, prevede per le Regioni possano richiedere l’autonomia differenziata su 23 materie specifiche. Tra le 23 materie che possono essere oggetto di autonomia differenziata ci sono la salute, l'istruzione, lo sport, l'ambiente, l'energia, i trasporti, la cultura e il commercio estero. Quattordici di queste sono definite come Livelli essenziali di prestazione (LEP), su cui Stato e Regioni devono garantire standard minimi su tutto il territorio nazionale, per evitare che nel Paese si verifichino disparità nell’erogazione dei servizi essenziali. La concessione dell'autonomia è subordinata alla definizione dei suddetti LEP e alla disponibilità di risorse finanziarie. La definizione dei LEP è competenza dello Stato, che deve provvedere entro 24 mesi dall'entrata in vigore del disegno di legge. Il disegno di legge prevede inoltre una clausola di salvaguardia che consente al governo di intervenire nei confronti di Regioni, province e Comuni inadempienti o in situazioni di pericolo per la sicurezza pubblica, specialmente per garantire i LEP sui diritti civili e sociali.
| Materia | Necessità di garantire i LEP |
| --- | ---------------------------- |
| rapporti internazionali e con l'Unione europea delle Regioni                                                                   |                              |
| commercio con l'estero |                              |
| tutela e sicurezza del lavoro                                                                                                  | Si                           |
| istruzione, salva l'autonomia delle istituzioni scolastiche e con esclusione della istruzione e della formazione professionale | Si                           |
| professioni |                              |
| ricerca scientifica e tecnologica e sostegno all'innovazione per i settori produttivi                                          | Si                           |
| tutela della salute | Si                           |
| alimentazione | Si                           |
| ordinamento sportivo | Si                           |
| protezione civile |                              |
| governo del territorio | Si                           |
| porti e aeroporti civili | Si                           |
| grandi reti di trasporto e di navigazione                                                                                      | Si                           |
| ordinamento della comunicazione                                                                                                | Si                           |
| produzione, trasporto e distribuzione nazionale dell'energia                                                                   | Si                           |
| previdenza complementare e integrativa                                                                                         |                              |
| coordinamento della finanza pubblica e del sistema tributario                                                                  |                              |
| valorizzazione dei beni culturali e ambientali e promozione e organizzazione di attività culturali                             | Si                           |
| casse di risparmio, casse rurali, aziende di credito a carattere regionale                                                     |                              |
| enti di credito fondiario e agrario a carattere regionale                                                                      |                              |
| organizzazione della giustizia di pace                                                                                         |                              |
| norme generali sull'istruzione                                                                                                 | Si                           |
| tutela dell'ambiente, dell'ecosistema e dei beni culturali                                                                     | Si                           |

## Controlli

### Statali
La legge costituzionale n. 3/2001 ha abolito il comitato regionale di controllo e i controlli sugli atti (amministrativi e anche di legge) della regione, esercitati sino ad allora da cosiddetti commissari del governo. Nei capoluoghi delle regioni speciali e nelle province autonome essi continuano tuttavia a esercitare (almeno in parte) i loro uffici. Nelle altre regioni una parte dei poteri dei commissari viene esercitata dai prefetti dei capoluoghi regionali, in qualità di rappresentanti dello Stato nei rapporti con il sistema delle autonomie.
Quanto al controllo sugli organi regionali, l'art. 120 II prevede: «Il Governo può sostituirsi a organi delle regioni … nel caso di mancato rispetto di norme e trattati internazionali o della normativa comunitaria oppure di pericolo grave per l'incolumità e la sicurezza pubblica, ovvero quando lo richiedono la tutela dell'unità giuridica o dell'unità economica e in particolare la tutela dei livelli essenziali delle prestazioni concernenti i diritti civili e sociali.»
L'art. 126 stabilisce: «Con decreto motivato del presidente della Repubblica sono disposti lo scioglimento del Consiglio regionale e la rimozione del presidente della giunta che abbiano compiuto atti contrari alla Costituzione o gravi violazioni di legge.». Lo scioglimento è deliberato dal Consiglio dei ministri, previo parere della Commissione Parlamentare sugli affari regionali.
Passando poi alla legislazione regionale, l'art. 127 della Costituzione stabilisce: «Il Governo, quando ritenga che una legge regionale ecceda la competenza della regione, può promuovere la questione di legittimità costituzionale dinanzi alla Corte costituzionale entro sessanta giorni dalla sua pubblicazione.»
Quanto allo statuto delle regioni ordinarie, l'art. 123 della Costituzione recita: "Il Governo della Repubblica può promuovere la questione di legittimità costituzionale sugli statuti regionali dinanzi alla Corte costituzionale entro trenta giorni dalla loro pubblicazione".

### Regionali
La regione, quando ritenga che una legge o un atto avente valore di legge dello Stato o di un'altra regione leda la sua sfera di competenza, può promuovere la questione di legittimità costituzionale dinanzi alla Corte costituzionale entro sessanta giorni dalla pubblicazione della legge o dell'atto avente valore di legge (art. 127 Cost.).
La regione, oltre a ricorrere alla giustizia amministrativa, può sollevare un conflitto di attribuzioni di fronte alla Corte costituzionale se vengono lese le sue competenze amministrative.

## Validità e limiti di statuti, leggi e regolamenti regionali
In seguito alla riforma costituzionale del 2001, si è avuta, almeno sulla carta, un'inversione dei ruoli di Stato e Regioni, le quali hanno avuto un rafforzamento della loro potestà legislativa. L'articolo 117 della Costituzione definisce i campi in cui solo lo Stato può legiferare (la cosiddetta "potestà legislativa esclusiva", ad esempio nel campo penale). Al secondo comma, invece. sono definiti i campi di "potestà legislativa concorrente", il che significa che le Regioni legiferano nei campi in questione, fatta salva la possibilità per lo Stato di definire con leggi i principi generali da seguire. Per i campi non menzionati nell'art. 117, la competenza legislativa è (o dovrebbe essere) solo delle Regioni (la cosiddetta "potestà legislativa residuale").
Ciò detto, ci sono buoni motivi per ritenere che la ripartizione di cui sopra sia rimasta sostanzialmente disapplicata e che poco o nulla sia cambiato dal 2001. Le ragioni sono almeno due; la prima è che spesso non è possibile attribuire a ciascuna disposizione di legge una categoria univocamente determinata, essendoci spesso delle sovrapposizioni tra le categorie o semplicemente dei dubbi interpretativi. In secondo luogo, resta ferma per lo Stato la possibilità di sostituirsi alle Regioni anche nei campi di legislazione concorrente e residuale, e questa prerogativa è assicurata dall'articolo 120, comma 2. Questa disposizione, che nella Costituzione sarebbe dovuta essere limitata ai casi eccezionali di lassismo o inconcludenza delle Regioni, ha finito con l'essere applicata regolarmente. Un'ulteriore ragione che giustificherebbe la sostituzione dello Stato alle Regioni, deriverebbe dal cosiddetto principio di sussidiarietà contenuto nell'articolo 118 della Costituzione; la sentenza n. 303/2003 della Corte costituzionale ha infatti chiarito che il principio di sussidiarietà autorizza, in caso di necessità, non solo l'attribuzione allo Stato di funzioni amministrative nel campo di competenza delle Regioni, ma anche di quelle più propriamente legislative.
La Corte costituzionale, con le sentenze n. 282/2002 e n. 303/2003 ha in un certo qual senso legittimato l'assunzione di funzioni e l'espansione dei poteri statali, a patto che siano soddisfatti alcuni requisiti quali la non irragionevolezza e il ricorso all'intesa (preventivo esame della Conferenza Stato-Regioni).
Fermo restando quanto detto sopra, per le materie sottoposte a potestà legislativa concorrente (articolo 117 della Costituzione), lo Stato può in teoria, determinare solo i principi fondamentali. Non è però, ben definito che cosa debba intendersi per "principio fondamentale", non essendoci di norma soluzione di continuità tra norme generali e norme particolari. Questo sarebbe un'ulteriore causa di attribuzione allo Stato di prerogative in materie di competenza regionale. Nonostante la riforma costituzionale del 2001, sono ancora oggi utilizzati due criteri dottrinali fondamentali per stabilire se una legge sia di competenza statale o regionale. Questi due criteri sono:
- il criterio gerarchico;[26]
- il criterio di competenza.[26]

### Statuti regionali
Come sancito dall'articolo 123 della Costituzione, uno dei principali compiti attribuiti agli statuti regionali ordinari è definire la "forma di governo regionale", cioè le funzioni e i limiti degli organi politici regionali, oltreché i "principi fondamentali di organizzazione e funzionamento" nel rispetto del criterio del "numero chiuso delle fonti primarie", cioè l'impossibilità per lo statuto di definire fonti legislative aggiuntive rispetto a quelle definite nella Costituzione per le Regioni.
Lo statuto regionale ordinario, essendo previsto e definito dalla Costituzione, non può non essere "in armonia con la Costituzione" stessa (art. 123 comma 1 della Costituzione). Prima della riforma della Costituzione del 1999, lo statuto doveva essere in armonia non solo con la Costituzione ma anche "in armonia con le leggi della Repubblica", e questo ne limitava fortemente l'ambito di azione. La dottrina ha inoltre chiarito che gli statuti ordinari devono rispettare non solo le norme della Costituzione, ma anche i suoi dettami impliciti desumibili da una lettura attenta di essa come ad esempio il principio democratico e quello di unità e indivisibilità della Repubblica, nonché il principio del numero chiuso delle fonti primarie di cui sopra.
Alcune sentenze della Corte costituzionale, come la n. 201/2008 e la n. 188/2007, hanno chiarito che sono incostituzionali, in quanto violano l'art. 123 della Costituzione, le leggi regionali in contrasto con lo statuto regionale.
La dottrina ha anche esaminato la possibilità che uno statuto possa trattare in aggiunta materie di competenza riservata alle leggi regionali (o, eventualmente, anche ai regolamenti regionali); quindi non solo temi come ad esempio la "foma di governo regionale" e i relativi organi. In particolare, c'è chi si è espresso per l'ammissibiiltà di contenuti statutari siffatti, dal momento che lo statuto è, a norma dell'articolo 123 della Costituzione, esso stesso una legge regionale. Altri invece, (con i dovuti distinguo, a seconda che la materia sia di competenza concorrente o residuale) hanno fatto notare che lo statuto viene approvato o modificato con il cosiddetto "procedimento aggravato" (cioè più complesso e con maggiori garanzie) e, per poter modificare le disposizioni statutarie in questione, servirebbe un altro procedimento aggravato; ne deriverebbe pertanto una maggiore difficoltà per le leggi regionali di intervenire su temi di loro stessa competenza (a norma dell'articolo 123 della Costituzione).

### Regolamenti regionali
L'articolo 117 della Costituzione, ai commi 6 e 7, sancisce che: 
(Articolo 117, commi 6 e 7 della Costituzione)
 Il comma 6 garantisce allo Stato la facoltà di emanare regolamenti nelle materie di legislazione esclusiva di cui all'articolo 117. Lo Stato, però, attraverso leggi, potrebbe delegare le Regioni a emanare regolamenti anche in un ambito particolare la cui competenza è esclusivamente statale, a patto che non siano materie sotto "riserva di legge". Materie sotto "riserva di legge" sono materie la cui competenza non può essere delegata dallo Stato sulla base di specifica disposizione costituzionale (si pensi ad esempio alla materia penale, attribuita allo Stato sotto riserva di legge a norma dell'articolo 25, comma 2 della Costituzione).
Nelle materie di competenza legislativa concorrente e residuale, le Regioni mantengono in teoria la potestà regolamentare, ma resta ferma la possibilità per lo Stato di emanare regolamenti "trasversali", relativi ad ambiti di competenza regionale come accaduto già per l'istruzione (potestà legislativa concorrente) e la cui legittimità è stata avallata dalla Corte costituzionale (sentenza n. 279/2005).
La legge costituzionale n. 1/1999 ha abrogato l'attribuzione della competenza regolamentare al Consiglio regionale e ne ha reso possibile l'attribuzione con statuto alla Giunta.

## Amministrazione e costi

### Bilanci
Nel 2010 il bilancio consuntivo delle regioni italiane è stato di 208 miliardi di euro, di cui 111 per la sanità, 12,4 per l'amministrazione, 12 per i trasporti, 8,9 per lo sviluppo economico, 8,2 per l'istruzione, 7,5 per il territorio, 6 per l'assistenza sociale, 2,6 per l'edilizia abitativa e 39,9 di altre spese.
Il costo stimato di consigli e giunte regionali nel 2012 è stato di 1,15 miliardi di euro. Benché la critica alla spesa per servizi pubblici spesso si intrecci con quella al clientelismo con cui essi vengono erogati, tecnicamente si deve considerare "costo della politica" regionale la sola spesa dei gabinetti assessoriali, del presidente di regione e dei gruppi consiliari regionali, tra i quali è sorto lo scandalo di rimborsopoli.

### Rimborsopoli
Dopo lo scandalo, la voce di spesa dei consigli regionali è stata più attentamente monitorata, sia dall'opinione pubblica sia dalla magistratura (anche contabile) che dal Legislatore: quest'ultimo ha convertito il decreto-legge 10 ottobre 2012, n. 174, con cui il governo Monti aveva emanato una rigorosa disciplina di controlli della Corte dei conti sulle spese dei gruppi all'interno dei consigli e delle assemblee regionali, con sanzioni anche di revoca degli emolumenti pubblici in caso di inadempimento degli obblighi.
I princìpi che governano il diritto intertemporale si sono dimostrati sfavorevoli all'applicazione della nuova disciplina ai casi anteriori al decreto del governo Monti, come ha statuito Corte costituzionale nella sentenza n. 130/2014: ciò nondimeno la sentenza n. 235/2015 della medesima Corte ha ribadito che - dopo l'entrata in vigore del decreto - si applicano le nuove e più rigorose discipline sul controllo delle spese dei gruppi consiliari, che non possono ritenersi sottratte alla giurisdizione.
Ciò potrebbe riguardare i nuovi casi, verificatisi o accertati, dopo le vicende del 2012 che innescarono lo scandalo. Più in generale, la tematica dei rimborsi si è presentata anche ad altri livelli istituzionali, sia superiori sia inferiori: essa per certi aspetti va ricondotta alla degenerazione che ha fatto seguito all'abuso nel finanziamento pubblico ai partiti.

## Dati geografici e demografici
Di seguito si riporta una tabella contenente popolazione, superficie, densità abitativa, capoluogo, numero di comuni e province delle 20 regioni italiane. Dati aggiornati al 1º gennaio 2024.
| Regione               | Capoluogo  | Popolazione (ab.) | Superficie (km²) | Densità (ab./km²) | Province e città metropolitane                                                                         | Comuni |
| --------------------- | ---------- | ----------------- | ---------------- | ----------------- | --- | ------ |
| Abruzzo               | L'Aquila   | 1 269 571         | 10 828,89        | 117               | Chieti, L'Aquila, Pescara, Teramo                                                                      | 305    |
| Basilicata            | Potenza    | 533 233           | 10 071,59        | 53                | Matera, Potenza                                                                                        | 131    |
| Calabria              | Catanzaro  | 1 838 568         | 15 212,65        | 121               | Catanzaro, Cosenza, Crotone, Reggio Calabria, Vibo Valentia                                            | 404    |
| Campania              | Napoli     | 5 593 906         | 13 667,85        | 409               | Avellino, Benevento, Caserta, Napoli, Salerno                                                          | 550    |
| Emilia-Romagna        | Bologna    | 4 451 938         | 22 501,82        | 198               | Bologna, Ferrara, Forlì-Cesena, Modena, Parma, Piacenza, Ravenna, Reggio Emilia, Rimini                | 330    |
| Friuli-Venezia Giulia | Trieste    | 1 194 616         | 7 936,83         | 151               | Gorizia, Pordenone, Trieste, Udine                                                                     | 215    |
| Lazio                 | Roma       | 5 714 745         | 17 236,49        | 332               | Frosinone, Latina, Rieti, Roma, Viterbo                                                                | 378    |
| Liguria               | Genova     | 1 509 140         | 5 417,71         | 279               | Genova, Imperia, La Spezia, Savona                                                                     | 234    |
| Lombardia             | Milano     | 10 012 054        | 23 862,87        | 420               | Bergamo, Brescia, Como, Cremona, Lecco, Lodi, Mantova, Milano, Monza e Brianza, Pavia, Sondrio, Varese | 1 502  |
| Marche                | Ancona     | 1 482 746         | 9 344,54         | 159               | Ancona, Ascoli Piceno, Fermo, Macerata, Pesaro e Urbino                                                | 225    |
| Molise                | Campobasso | 289 224           | 4 459,80         | 65                | Campobasso, Isernia                                                                                    | 136    |
| Piemonte              | Torino     | 4 251 623         | 25 391,67        | 167               | Alessandria, Asti, Biella, Cuneo, Novara, Torino, Verbano-Cusio-Ossola, Vercelli                       | 1 180  |
| Puglia                | Bari       | 3 890 661         | 19 541,03        | 199               | Bari, Barletta-Andria-Trani, Brindisi, Lecce, Foggia, Taranto                                          | 257    |
| Sardegna              | Cagliari   | 1 570 453         | 24 106,30        | 65                | Cagliari, Nuoro, Oristano, Sassari, Sud Sardegna                                                       | 377    |
| Sicilia               | Palermo    | 4 797 359         | 25 824,33        | 186               | Agrigento, Caltanissetta, Catania, Enna, Messina, Palermo, Ragusa, Siracusa, Trapani                   | 391    |
| Toscana               | Firenze    | 3 660 530         | 22 985,01        | 159               | Arezzo, Firenze, Grosseto, Livorno, Lucca, Massa-Carrara, Pisa, Pistoia, Prato, Siena                  | 273    |
| Trentino-Alto Adige   | Trento     | 1 082 702         | 13 605,97        | 80                | Bolzano, Trento                                                                                        | 282    |
| Umbria                | Perugia    | 853 068           | 8 463,97         | 101               | Perugia, Terni                                                                                         | 92     |
| Valle d'Aosta         | Aosta      | 122 877           | 3 258,61         | 38                | Aosta                                                                                                  | 74     |
| Veneto                | Venezia    | 4 852 216         | 18 351,49        | 264               | Belluno, Padova, Rovigo, Treviso, Venezia, Verona, Vicenza                                             | 560    |
| Italia                | Roma       | 58 971 230        | 302 069,41       | 195               | 107 | 7 896  |

## Dati economici

### Prodotto interno lordo
La tabella sottostante riporta il PIL in milioni di euro e il PIL pro-capite delle regioni e macroregioni italiane nel 2024 secondo i dati territoriali ISTAT.
| Regione               | PIL totale (mln €) | PIL pro‑capite (€) |
| --------------------- | ------------------ | ------------------ |
| Lombardia             | 496 000            | 44 100             |
| Lazio                 | 228 000            | 41 800             |
| Veneto                | 204 000            | 40 600             |
| Emilia-Romagna        | 182 000            | 43 300             |
| Piemonte              | 155 000            | 36 700             |
| Toscana               | 132 000            | 37 700             |
| Campania              | 121 000            | 23 200             |
| Sicilia               | 100 000            | 22 900             |
| Puglia                | 84 800             | 23 500             |
| Liguria               | 60 700             | 37 800             |
| Marche                | 51 700             | 33 200             |
| Friuli-Venezia Giulia | 48 400             | 37 700             |
| Sardegna              | 40 500             | 26 300             |
| Abruzzo               | 38 000             | 31 000             |
| Calabria              | 37 200             | 21 000             |
| Bolzano               | 28 100             | 59 800             |
| Umbria                | 29 300             | 30 500             |
| Trento                | 23 300             | 46 400             |
| Basilicata            | 13 900             | 27 500             |
| Molise                | 8 020              | 26 700             |
| Valle d'Aosta         | 5 530              | 46 300             |
| Italia                | 2 192 182          | 37 500             |

### Rating

#### Moody's
| Regione               | Rating | Outlook  |
| --------------------- | ------ | -------- |
| Piemonte              | Ba1    | Negativo |
| Valle d'Aosta         | –      | –        |
| Liguria               | Baa2   | Negativo |
| Lombardia             | Baa1   | Negativo |
| Trentino-Alto Adige   | A3     | –        |
| Veneto                | Baa2   | Negativo |
| Friuli-Venezia Giulia | –      | –        |
| Emilia-Romagna        | –      | –        |
| Marche                | A3     | Negativo |
| Toscana               | A3     | Negativo |
| Umbria                | Baa2   | Negativo |
| Lazio                 | Ba2    | Negativo |
| Abruzzo               | Baa3   | Negativo |
| Molise                | Baa3   | Negativo |
| Campania              | Ba1    | Negativo |
| Puglia                | Baa2   | Negativo |
| Basilicata            | Baa2   | Negativo |
| Calabria              | Baa3   | Negativo |
| Sicilia               | Ba1    | Negativo |
| Sardegna              | Baa2   | Negativo |
| Italia                | Baa2   | Negativo |

## Dati politico-istituzionali

Mappa delle coalizioni che governano le regioni a novembre 2024
Coalizione di Centro-sinistra
Coalizione di Centro-destra

Coalizione di Centro-sinistra
     Coalizione di Centro-destra
| Regione               | Nome ufficiale | Capoluogo                                                            | Presidente | Anno di insediamento              | Partito politico del presidente                     |
| --------------------- | --- | -------------------------------------------------------------------- | --- | --------------------------------- | --------------------------------------------------- |
| Valle d'Aosta         | (IT) Regione Autonoma Valle d'Aosta (FR) Région Autonome Vallée d'Aoste                                                                                         | Aosta                                                                | Renzo Testolin | 2023                              | Union Valdôtaine                                    |
| Piemonte              | Regione Piemonte | Torino                                                               | Alberto Cirio | 2019                              | Forza Italia                                        |
| Liguria               | Regione Liguria | Genova                                                               | Marco Bucci | 2024                              | Indipendente di centro-destra                       |
| Lombardia             | Regione Lombardia | Milano                                                               | Attilio Fontana | 2018                              | Lega                                                |
| Trentino-Alto Adige   | (IT) Trentino-Alto Adige (DE) Trentino-Südtirol | Trento (sede legale ma di fatto presidenza a turnazione con Bolzano) | Arno Kompatscher (presidente della provincia di Bolzano) a turnazione con Maurizio Fugatti (presidente della provincia di Trento) | 2016 (Kompatscher) 2018 (Fugatti) | Südtiroler Volkspartei (Kompatscher) Lega (Fugatti) |
| Veneto                | Regione del Veneto | Venezia                                                              | Luca Zaia | 2010                              | Lega                                                |
| Friuli-Venezia Giulia | Regione autonoma Friuli-Venezia Giulia (FUR) Regjon autonome Friûl-Vignesie Julie (SL) Avtonomna dežela Furlanija-Julijska Krajina (DE) Friaul-Julisch Venetien | Trieste                                                              | Massimiliano Fedriga | 2018                              | Lega                                                |
| Emilia-Romagna        | Regione Emilia-Romagna | Bologna                                                              | Michele De Pascale | 2024                              | Partito Democratico                                 |
| Toscana               | Regione Toscana | Firenze                                                              | Eugenio Giani | 2020                              | Partito Democratico                                 |
| Marche                | Regione Marche | Ancona                                                               | Francesco Acquaroli | 2020                              | Fratelli d'Italia                                   |
| Umbria                | Regione Umbria | Perugia                                                              | Stefania Proietti | 2024                              | Indipendente di centro-sinistra                     |
| Lazio                 | Regione Lazio | Roma                                                                 | Francesco Rocca | 2023                              | Indipendente di centro-destra                       |
| Abruzzo               | Regione Abruzzo | L'Aquila                                                             | Marco Marsilio | 2019                              | Fratelli d'Italia                                   |
| Molise                | Regione Molise | Campobasso                                                           | Francesco Roberti | 2023                              | Forza Italia                                        |
| Campania              | Regione Campania | Napoli                                                               | Vincenzo De Luca | 2015                              | Partito Democratico                                 |
| Puglia                | Regione Puglia | Bari                                                                 | Michele Emiliano | 2015                              | Indipendente di centro-sinistra                     |
| Basilicata            | Regione Basilicata | Potenza                                                              | Vito Bardi | 2019                              | Forza Italia                                        |
| Calabria              | Regione Calabria | Catanzaro                                                            | Roberto Occhiuto | 2021                              | Forza Italia                                        |
| Sicilia               | Regione Siciliana | Palermo                                                              | Renato Schifani | 2022                              | Forza Italia                                        |
| Sardegna              | Regione Autonoma della Sardegna | Cagliari                                                             | Alessandra Todde | 2024                              | Movimento 5 Stelle                                  |

### Rappresentanti in Parlamento per regioni

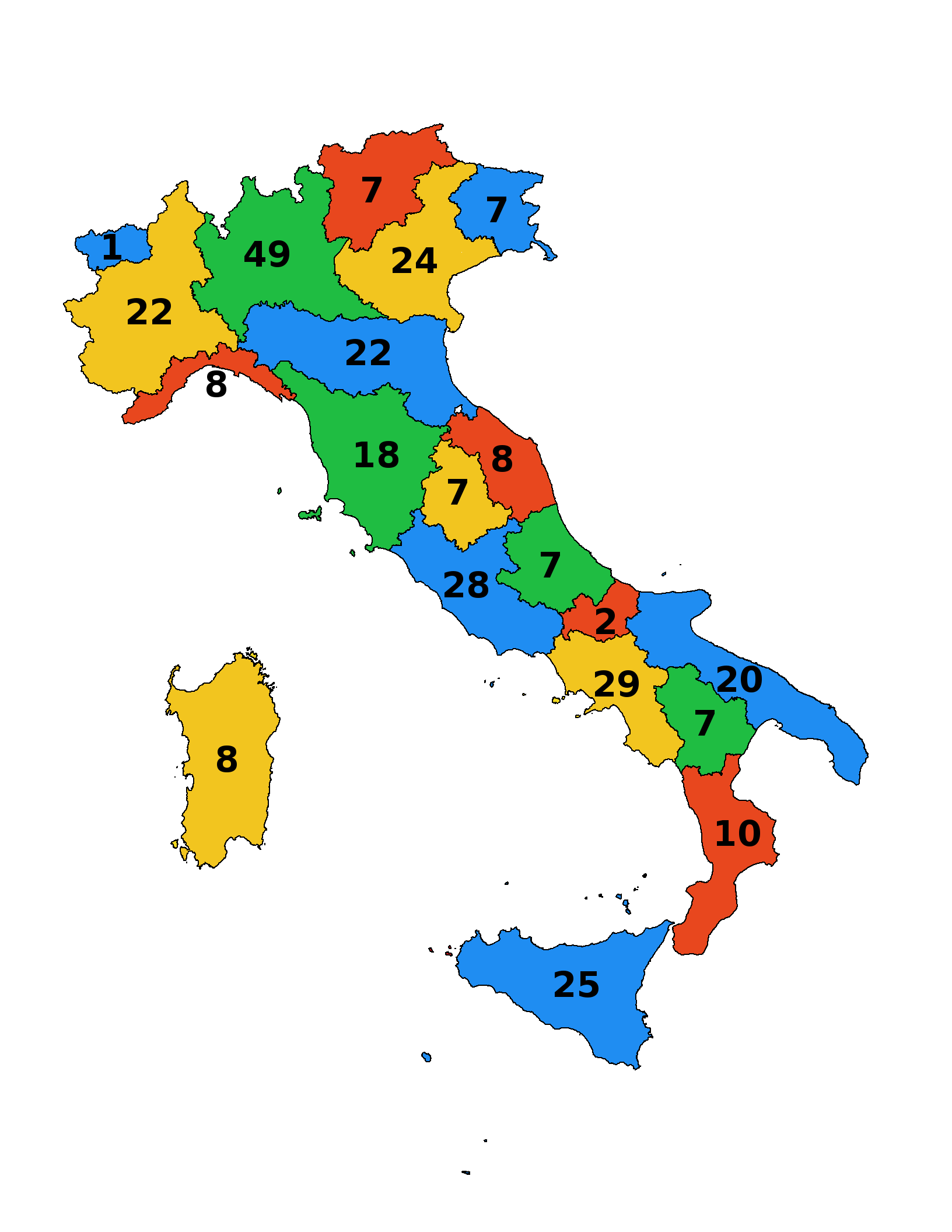
Numero di senatori assegnati a ciascuna regione immediatamente prima della riforma del 2020

L'articolo 57 della Costituzione italiana stabilisce che il Senato della Repubblica è eletto su base regionale (a differenza quindi della Camera), originariamente dai cittadini italiani con più di 25 anni. Ai senatori elettivi (315 in tutte le legislature elette dal 1963 al 2018) vanno poi aggiunti i senatori a vita; inoltre, dal 2006 al 2020, 6 senatori su 315 (e 12 deputati su 630) erano eletti dal voto degli italiani residenti all'estero, espresso nell'apposita circoscrizione.
A seguito di due emendamenti costituzionali approvati rispettivamente nel 2020 (confermato da referendum) e nel 2021, il numero dei senatori è stato ridotto da 315 a 200, ed essi sono eletti da tutti i cittadini italiani con più di 18 anni (quindi in maniera identica ai deputati, anch'essi ridotti da 630 a 400). La circoscrizione Estero continua a eleggere propri parlamentari: 8 deputati e 4 senatori.
I restanti 196 senatori sono assegnati proporzionalmente alla popolazione di ciascuna regione. Inoltre, l'articolo 57 della Costituzione stabilisce che nessuna regione può avere meno di tre (o, prima del 2020, sette) senatori, eccetto le due più piccole: la Valle d'Aosta ne ha uno e il Molise ne ha due.
| Regione               | Senatori | Regione   | Senatori | Regione               | Senatori |
| --------------------- | -------- | --------- | -------- | --------------------- | -------- |
| Abruzzo               | 4        | Liguria   | 5        | Sicilia               | 16       |
| Basilicata            | 3        | Lombardia | 31       | Toscana               | 12       |
| Calabria              | 6        | Marche    | 5        | Trentino-Alto Adige   | 6        |
| Campania              | 18       | Molise    | 2        | Umbria                | 3        |
| Emilia-Romagna        | 14       | Piemonte  | 14       | Valle d'Aosta         | 1        |
| Friuli-Venezia Giulia | 4        | Puglia    | 13       | Veneto                | 16       |
| Lazio                 | 18       | Sardegna  | 5        | Circoscrizione Estero | 4        |

## Competenza in materia di costruzioni e urbanistica
Come noto, le regioni a statuto ordinario furono istituite solo a partire dall'anno 1970, pur essendo state già previste nella Costituzione del 1948. All'atto della loro istituzione vera e propria nell'anno 1970, vennero emanate leggi statali che regolavano il trasferimento di certune funzioni amministrative statali, comunali o provinciali attribuite alle Regioni a statuto ordinario dalla Costituzione, così come il trasferimento dei dipendenti stessi e degli edifici delle amministrazioni statali. Le leggi statali di cui sopra erano previste dall'VIII disposizione transitoria della Costituzione. Le Disposizioni transitorie VIII e IX della Costituzione prevedevano dei termini stretti per l'entrata in funzione delle Regioni come enti territoriali autonomi che, a quanto pare, non furono rispettati.
Le leggi statali che regolavano le modalità del trasferimento delle funzioni amministrative alle Regioni furono la Legge 16 maggio 1970, n. 281 e il regolamento di attuazione (previsto dall'articolo 17 della Legge 281/1970), il D.P.R. 15 gennaio 1972, n.8. L'articolo 11 della Legge 281/1970 definiva il demanio e il patrimonio regionali; inoltre, sanciva che "gli edifici con i loro arredi e gli altri beni destinati ad uffici e servizi pubblici di spettanza regionale saranno trasferiti ed entreranno a far parte del patrimonio indisponibile delle Regioni con i provvedimenti legislativi di cui al successivo articolo 17."
Il D.P.R. n. 8/1972, dal canto suo, definiva sia le modalità di passaggio alle Regioni degli uffici, dei dipendenti e dei beni, sia quali organi centrali e periferici dello Stato sarebbero stati inglobati dalle Regioni. La definizione non era basata su un elenco specifico quanto piuttosto sulle funzioni di ciascuna amministrazione statale. In particolare, gli organi amministrativi in materia di urbanistica, strade, acquedotti che servivano solo il territorio regionale sarebbero entrati nel possesso e nelle facoltà delle Regioni, mentre altre funzioni sarebbero rimaste allo Stato. Tra queste si ricordano le funzioni amministrative di carattere interregionale e nazionale, la costruzione di ferrovie (ad eccezione delle linee metropolitane), l'edilizia demaniale e patrimoniale dello Stato e le grandi opere idrauliche.
La versione dell'articolo 117 della Costituzione precedente alla legge costituzionale del 2001, annoverava, tra le materie "a legislazione concorrente", l'urbanistica, mentre l'odierna versione dell'articolo 117 ha sostituito la voce urbanistica con il termine generale "governo del territorio". In generale, con "governo del territorio" si intende inclusa anche l'urbanistica, e la gestione del territorio indipendentemente dal grado di urbanizzazione.
Essendo la materia del "governo del territorio" a legislazione concorrente tra Stato e Regioni, la potestà legislativa spetta a queste ultime tranne che per le linee generali, dettate dallo Stato. A titolo di esempio, sono da intendersi linee generali in materia urbanistica il Decreto ministeriale 2 aprile 1968, n. 1444. Altre attribuzioni particolari delle Regioni sono specificate nel D.P.R. n. 8/1972, anche se su alcuni punti potrebbe non essere in linea con l'articolo 117 della Costituzione come modificato dalla riforma costituzionale del 2001 (la Costituzione rappresenta la fonte di riferimento principale nei conflitti di attribuzione tra Stato e Regioni).

## Riferimenti normativi
- Artt. 114-133 della Costituzione della Repubblica Italiana[47]
- Legge 17 febbraio 1968, n. 108. - Norme per la elezione dei Consigli regionali delle Regioni a statuto normale.
- Legge 23 febbraio 1995, n. 43. - Nuove norme per la elezione dei consigli delle regioni a statuto ordinario.
- Legge costituzionale 22 novembre 1999, n. 1. - Disposizioni concernenti l'elezione diretta del Presidente della Giunta regionale e l'autonomia statutaria delle Regioni
- Legge 16 maggio 1970, n. 281 -  Testo della legge. (Provvedimenti finanziari per l'attuazione delle Regioni a statuto ordinario)
- DPR 3 dicembre 1970, n. 1171. (Coordinamento del sistema di classificazione delle entrate e delle spese delle regioni a statuto ordinario con le norme della legge 1º marzo 1964, n. 62)
- Legge 23 dicembre 1970, n. 1084. (Modificazioni alla legge 10 febbraio 1953, n. 62, sulla costituzione e sul funzionamento degli organi regionali, nonché alla legge 16 maggio 1970, n. 281, recante provvedimenti finanziari per l'attuazione delle regioni a statuto ordinario)
- Legge 10 febbraio 1953, n. 62. (Costituzione e funzionamento degli organi regionali)
- DPR 15 gennaio 1972, n. 8. (Trasferimento alle Regioni a statuto ordinario delle funzioni amministrative statali in materia di urbanistica e di viabilità, acquedotti e lavori pubblici di interesse regionale e dei relativi personali e uffici);
- DPR 24 luglio 1977, n. 616. (Attuazione della delega di cui all'art. 1 della legge 22 luglio 1975, n. 382. - Trasferimento e deleghe delle funzioni amministrative dello Stato)
- Legge 15 marzo 1997, n. 59 (Delega al Governo per il conferimento di funzioni e compiti alle regioni ed enti locali, per la riforma della Pubblica Amministrazione e per la semplificazione amministrativa,  Testo della legge.)
- Decreto legislativo 31 marzo 1998, n. 112 (Conferimento di funzioni e compiti amministrativi dello Stato alle regioni ed agli enti locali, in attuazione del capo I della legge 15 marzo 1997, n. 59,  Testo della legge.)
- Legge 5 giugno 2003, n. 131. (Disposizioni per l'adeguamento dell'ordinamento della Repubblica alla legge costituzionale 18 ottobre 2001, n. 3)
- Decreto legislativo 23 giugno 2011, n. 118. - Disposizioni in materia di armonizzazione dei sistemi contabili e degli schemi di bilancio delle Regioni, degli enti locali e dei loro organismi, a norma degli articoli 1 e 2 della legge 5 maggio 2009, n. 42